# Liste des réacteurs nucléaires de l'United States Navy

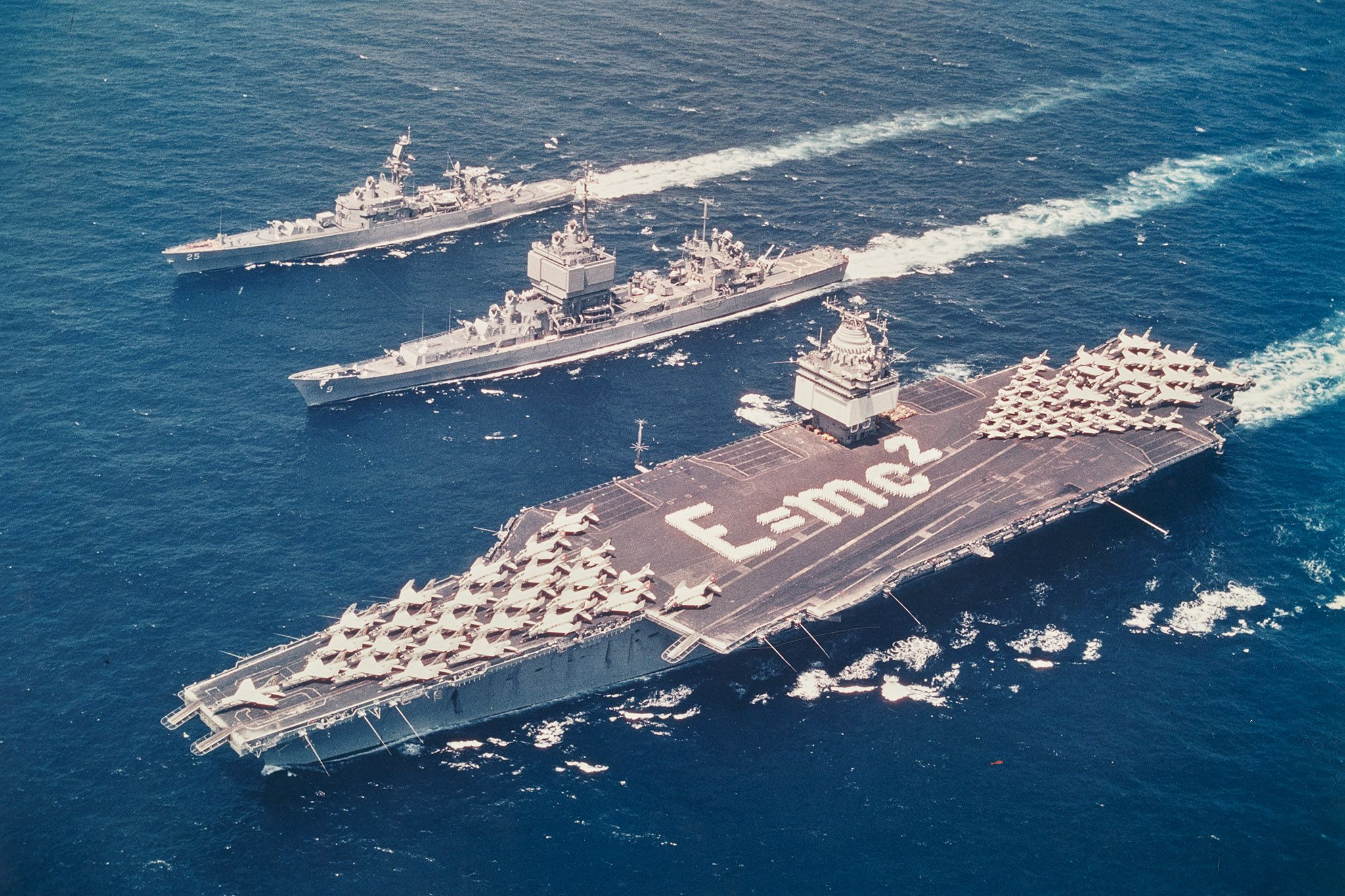
Les croiseurs à propulsion nucléaire USS Bainbridge (CGN-25) et USS Long Beach (CGN-9) derrière l’USS Enterprise (CVN-65) en 1964.

Cet article présente la liste des différents réacteurs nucléaires conçus, construits ou utilisés par l’United States Navy.

## Nomenclature
Chaque réacteur nucléaire est désigné par un acronyme à trois caractères consistant, pour le premier, en le type de bâtiment concerné, en second le numéro de la génération du réacteur, et en troisième, une lettre indiquant le constructeur du réacteur.
Types de bâtiments :
- A - porte-avions (Aircraft Carrier)
- C – croiseur (Cruiser)
- D – destroyer (Destroyer)
- S – sous-marin (Submarine)

Constructeurs :
- B – Bechtel
- C – Combustion Engineering
- G – General Electric
- W – Westinghouse

## Réacteurs nucléaires de l’US Navy
Le tableau ci-dessous regroupe les informations disponibles sur les différentes pages Wikipédia en langues française et anglaise.
| Modèle       | Puissance thermique | Durée de fonctionnement | Masse       | Dimensions                       |
| ------------ | ------------------- | ----------------------- | ----------- | -------------------------------- |
| Réacteur A1B | 700 MWt estimé      | 50 ans* / Vie du navire |             |                                  |
| Réacteur A2W |                     |                         |             |                                  |
| Réacteur A4W | 500 MWt             |                         |             |                                  |
| Réacteur D2G | 148 MWt             |                         | 1400 tonnes | longueur : 11 m, largeur : 9,4   |
| Réacteur D2W | 165 MWt             |                         |             |                                  |
| Réacteur S9G |                     | 33 ans*                 |             |                                  |
| Réacteur S8G | 220 MWt             |                         | 2750 tonnes | diamètre : 13 m, longueur : 17 m |

- sans changement du combustible

Liste des réacteurs de l’United States Navy, listés par ordre alphabétique et par type de navire.

### Réacteurs embarqués sur porte-avions
- Réacteur A1B

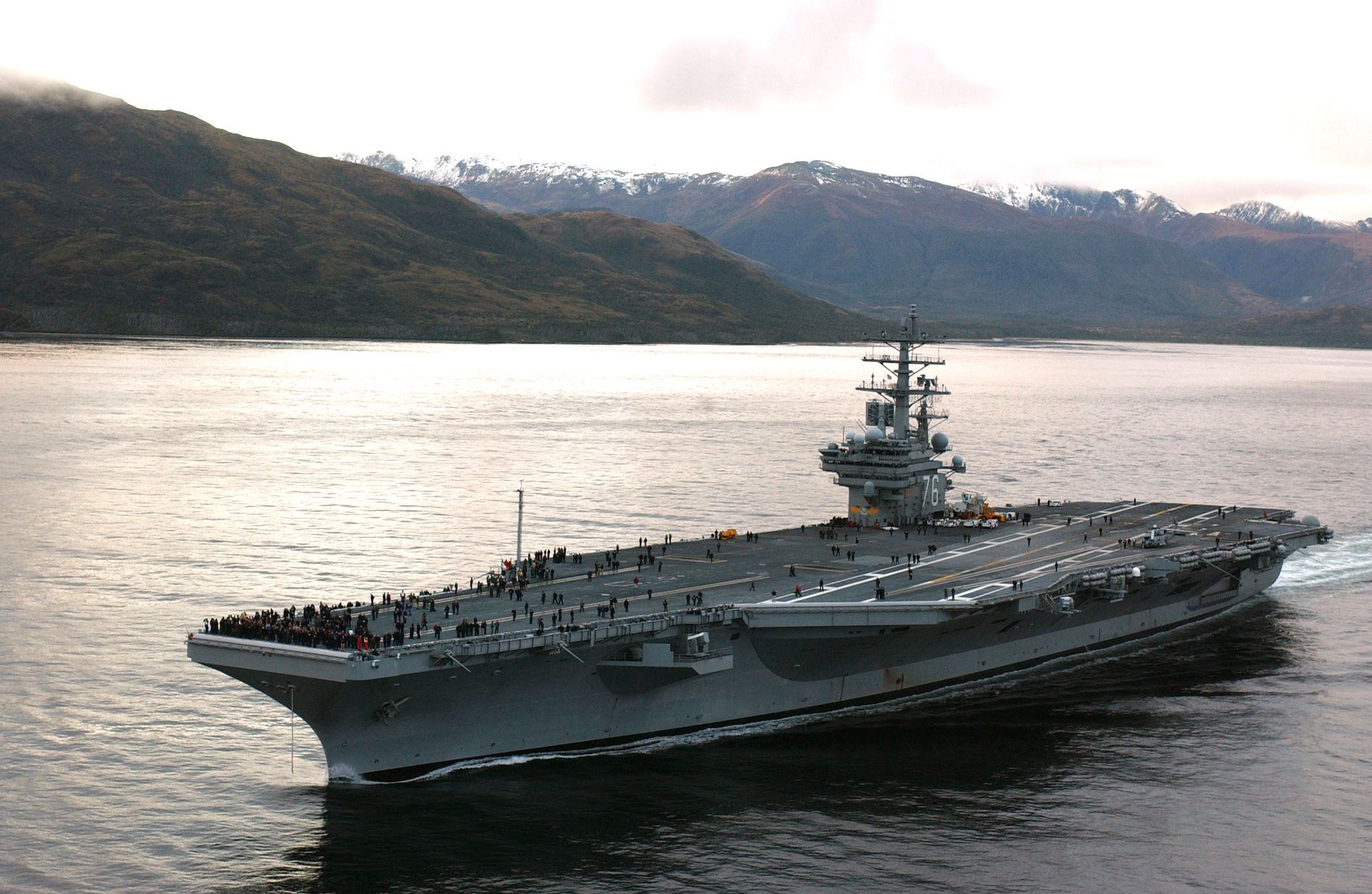
L'USS Ronald Reagan (CVN-76) passant le détroit de Magellan en juin 2004

  - Porte-avions de la classe Gerald R. Ford
- Réacteur A1W
  - prototype à terre pour l'USS Enterprise (CVN-65)
- Réacteur A2W
  - USS Enterprise (CVN-65)
- Réacteur A3W
  - Conçu pour l'USS John F. Kennedy (CV-67) mais jamais installé
- Réacteur A4W
  - Porte-avions de la classe Nimitz

### Réacteurs embarqués sur des croiseurs
- Réacteur C1W
  - Croiseur USS Long Beach (CGN-9)

### Réacteurs embarqués sur des destroyers
- Réacteur D1G

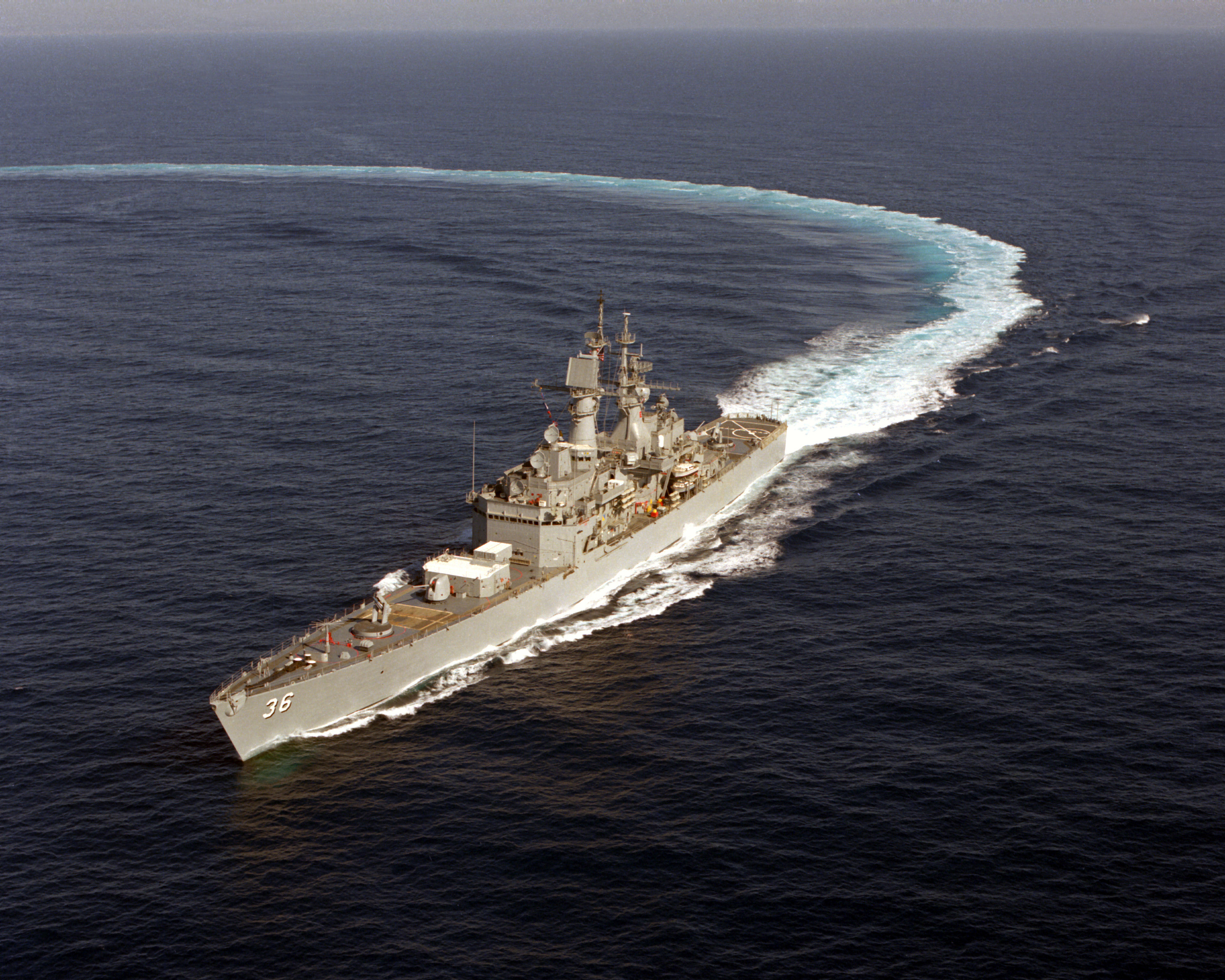
L'USS California (CGN-36) en novembre 1986

  - prototype à terre pour la classe Bainbridge
- Réacteur D2G
  - USS Bainbridge (CGN-25)
  - USS Truxtun (CGN-35)
  - Classe California
    - USS California (CGN-36)
    - USS South Carolina (CGN-37)

  - Classe Virginia
    - USS Virginia (CGN-38)
    - USS Texas (CGN-39)
    - USS Mississippi (CGN-40)
    - USS Arkansas (CGN-41)

### Réacteurs embarqués sur des sous-marins
- Réacteur NR-1
  - sous-marin expérimental NR-1
- Réacteur S1C

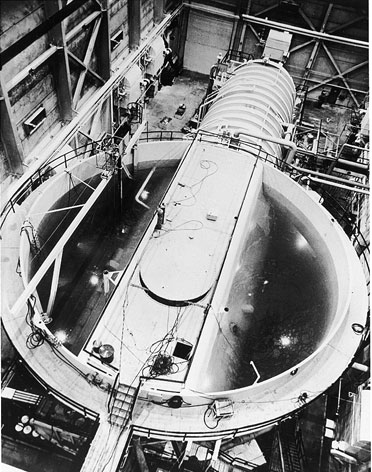
Prototype a terre du réacteur S1W qui équipe le sous-marin USS Nautilus (SSN-571), le premier bateau a propulsion nucléaire de l'Histoire. Il est construit au Naval Reactors Facility, aujourd'hui dans le Laboratoire national de l'Idaho.

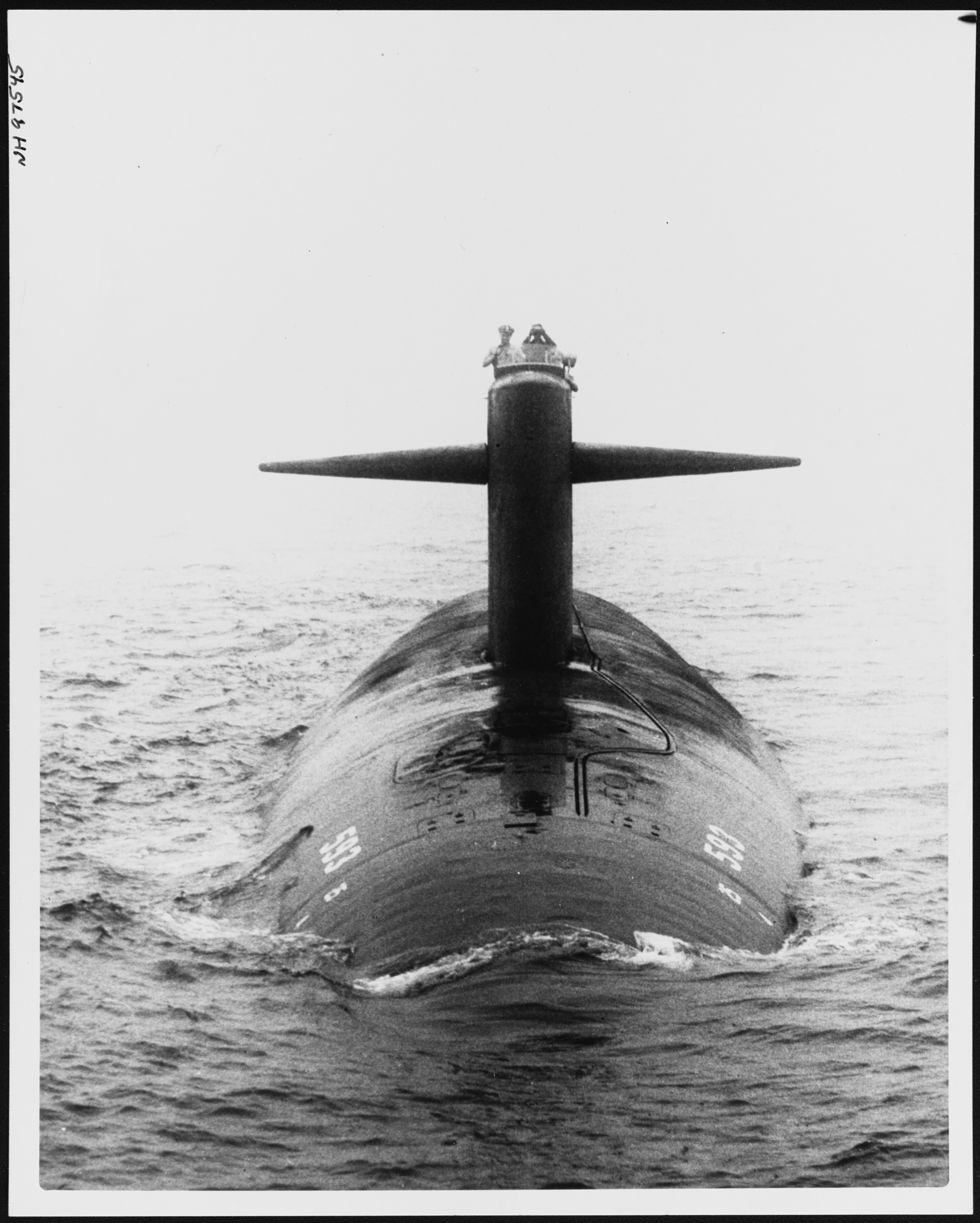
L'USS Thresher (SSN-593) en juillet 1961

  - prototype à terre pour l'USS Tullibee (SSN-597)
- Réacteur S1G
  - prototype à terre pour l'USS Seawolf (SSN-575)
- Réacteur S1W
  - prototype à terre pour l'USS Nautilus (SSN-571)
- Réacteur S2C
  - USS Tullibee (SSN-597)
- Réacteur S2G
  - USS Seawolf (SSN-575)
- Réacteur S2W
  - USS Nautilus (SSN-571)
- Réacteur S2Wa
  - réacteur de remplacement pour l'USS Seawolf (SSN-575)
- Réacteur S3G
  - prototype à terre pour l'USS Triton (SSRN-586)
- Réacteur S3W
  - USS Skate (SSN-578)
  - USS Sargo (SSN-583)
  - USS Halibut (SSGN-587)
- Réacteur S4G
  - USS Triton (SSRN-586)
- Réacteur S4W
  - USS Swordfish (SSN-579)
  - USS Seadragon (SSN-584)
- Réacteur S5G
  - prototype à terre
  - USS Narwhal (SSN-671)
- Réacteur S5W
  - Sous-marins de la classe Skipjack (voir la liste complète)
  - Sous-marins de la classe George Washington (voir la liste complète)
  - Sous-marins de la classe Thresher/Permit (voir la liste complète)
  - Sous-marins de la classe Ethan Allen (voir la liste complète)
  - Sous-marins de la classe Lafayette (voir la liste complète)
  - Sous-marins de la classe James Madison (voir la liste complète)
  - Sous-marins de la classe Benjamin Franklin (voir la liste complète)
  - Sous-marins de la classe Sturgeon (voir la liste complète)
  - USS Parche (SSN-683)
  - USS Glenard P. Lipscomb (SSN-685)
- Réacteur S6G
  - Sous-marins de la classe Los Angeles
- Réacteur S6W
  - Sous-marins de la classe Seawolf
- Réacteur S7G
  - prototype à terre à la MARF (Modifications and Additions to a Reactor Facility)
- Réacteur S8G
  - Sous-marins de la classe Ohio
- Réacteur S9G
  - Sous-marins de la classe Virginia
- Réacteur S1B
  - Sous-marins de classe inconnue devant remplacer les classe Ohio

## Sources
- (en) US Navy Propulsion Systems sur le site de la Federation of American Scientists
- (en) Nuclear Attack Submarines sur le site CombatIndex.com